# ییری پانوش
ییری پانوش (انگلیسی: Jiří Panoš؛ زادهٔ ۱۵ نوامبر ۲۰۰۷) بازیکن فوتبال است که در حال حاضر برای باشگاه فوتبال ویکتوریا پلزن بازی می‌کند.

## حرفه باشگاهی
پانوش محصول آکادمی‌های جوانان باشگاه فوتبال کلاتوفی و ویکتوریا پلزن است. در ۱۹ ژوئیه ۲۰۲۴، او اولین قرارداد حرفه‌ای خود را با ویکتوریا پلزن امضا کرد. روز بعد، او به عنوان بازیکن تعویضی در پیروزی ۳–۱ لیگ دسته اول فوتبال جمهوری چک بر دوکلا پراگ در ۲۰ ژوئیه ۲۰۲۴، اولین بازی حرفه‌ای و بزرگسالان خود را انجام داد. او در پیروزی ۲–۱ لیگ اروپا بر کریباس کریوی ریه در ۸ اوت ۲۰۲۴ در سن ۱۶ سالگی گلزنی کرد و بدین ترتیب به جوان‌ترین گلزن اهل جمهوری چک در مسابقات اروپایی تبدیل شد.

## دوران ملی
وی همچنین در تیم‌های ملی فوتبال پایه جمهوری چک بازی کرده است.